# Ølsted Sogn (Halsnæs Kommune)
 For alternative betydninger, se Ølsted Sogn. (Se også artikler, som begynder med Ølsted Sogn)
Ølsted Sogn er et sogn i Frederiksværk Provsti (Helsingør Stift).
I 1800-tallet var Ølsted Sogn anneks til Lille Lyngby Sogn. Begge sogne hørte til Strø Herred i Frederiksborg Amt. Trods annekteringen dannede hvert sogn sin egen sognekommune. Ved kommunalreformen i 1970 blev Lille Lyngby indlemmet i Skævinge Kommune, der ved strukturreformen i 2007 indgik i Hillerød Kommune. Ølsted blev indlemmet i Frederiksværk Kommune, der ved strukturreformen indgik i Halsnæs Kommune.
I Ølsted Sogn ligger Ølsted Kirke.
I sognet findes følgende autoriserede stednavne:
- Grimstrup (bebyggelse, ejerlav)
- Lille Havelse (bebyggelse, ejerlav)
- Store Havelse (bebyggelse, ejerlav)
- Store Havelse Strand (bebyggelse)
- Ubberup (bebyggelse, ejerlav)
- Ølsted (bebyggelse, ejerlav)
- Ølsted Nordstrand (bebyggelse)
- Ølsted Strandhuse (bebyggelse)